# المجنية (الجوالة)
المجنية هي إحدى مشيخات المملكة المغربية، تتبع جغرافيا لإقليم قلعة السراغنة وإداريًا لالجوالة. يقدر عدد سكانها بـ 11365 نسمة حسب الإحصاء الرسمي للسكان والسكنى لسنة 2004.